# Heartlight (album)
Heartlight è il quindicesimo album discografico in studio del cantante statunitense Neil Diamond, pubblicato nel 1982.

## Tracce
1. Heartlight – 4:25 (Neil Diamond, Burt Bacharach, Carole Bayer Sager)
2. I'm Alive – 3:47 (Diamond, David Foster)
3. I'm Guilty – 3:15 (Diamond, Bacharach, Sager)
4. Hurricane – 4:15 (Diamond, Bacharach, Sager)
5. Lost Among the Stars – 3:54 (Diamond, Bacharach, Sager)
6. In Ensenada – 3:49 (Diamond, Bacharach, Sager)
7. A Fool for You – 3:02 (Tom Hensley, Alan Lindgren)
8. Star Flight – 3:50 (Hensley, Lindgren)
9. Front Page Story – 4:29 (Diamond, Bacharach, Sager)
10. Comin' Home – 2:34 (Neil Diamond)
11. First You Have to Say You Love Me – 2:45 (Diamond, Michael Masser)

## Formazione
- Neil Diamond - voce, chitarra
- Marty Walsh - chitarra acustica
- Mike Lang - pianoforte, Fender Rhodes
- Ron Tutt - batteria
- Richard Bennett - chitarra acustica, chitarra elettrica
- Burt Bacharach - pianoforte
- Neil Stubenhaus - basso
- Alex Acuña - batteria
- Alan Lindgren - pianoforte, sintetizzatore
- Doug Rhone - chitarra acustica, cori, chitarra elettrica
- King Erisson - percussioni
- David Foster - pianoforte, Fender Rhodes
- Lee Ritenour - chitarra
- Vince Charles - percussioni
- Michael Boddicker - sintetizzatore
- Reinie Press - basso
- Jim Keltner - batteria
- Dean Parks - chitarra elettrica
- Tom Hensley - pianoforte, tastiera
- Victor Feldman - percussioni
- Craig Hundley - sintetizzatore
- Mike Baird - batteria
- Michael Masser - pianoforte
- Fred Tackett - chitarra acustica
- Michael Omartian - pianoforte
- Paulinho da Costa - percussioni
- David Boruff - sax alto
- Linda Press, Julia Waters, Maxine Waters - cori

Note aggiuntive
- David Foster - produttore
- Burt Bacharach - produttore
- Richard Bennett - produttore
- Michael Masser - produttore
- Carole Bayer Sager - produttore

## Classifiche
- Billboard 200 - #9[1]